# Kosta Khetagourov
Kosta Khetagourov (en ossète : Хетæгкаты Къоста, en russe : Коста [Константин] Леванович Хетагуров, Konstantin Levanovitch Khetagourov), né le 15 octobre [3 octobre] 1859 à Nar, alors dans l’Empire russe, aujourd’hui en Ossétie-du-Nord-Alanie, et mort le 1er avril [19 mars] 1906, est un poète, peintre et artiste, considéré comme le poète national de l’Ossétie.

## Biographie
Il étudie à Stavropol de 1871 à 1881, avant d’entrer en 1881 à l’Académie des arts de Saint-Pétersbourg. Quatre ans plus tard, il abandonne ses études pour raisons économiques. De retour en Ossétie, il commence à rédiger des poèmes en ossète, lesquels se répandent rapidement de bouche à oreille. Il crée également un journal en langue russe, Severni Kavkaz (1893-1902), où il publie des poèmes et des articles. Il fonde un second journal en langue russe, Kazbek.
Ses peintures acquièrent une popularité grandissante, surtout un portrait de Nino de Géorgie, une sainte du IVe siècle.
Mais ses critiques de l’Empire russe lui valent d’être exilé à deux reprises, de 1891 à 1896 puis de 1899 à 1902. Sa santé se dégrade et il meurt en 1906 dans l’actuelle Karatchaïévo-Tcherkessie.